# Erstes Gesetz zur Reform des Ehe- und Familienrechts
Das Erste Gesetz zur Reform des Ehe- und Familienrechts (1. EheRG) von 1976 war eine grundlegende Neuregelung des Eherechts, des Scheidungsrechts und des Scheidungsverfahrensrechts in der Bundesrepublik Deutschland durch die damalige sozialliberale Regierungskoalition unter Bundeskanzler Helmut Schmidt. Grundlage waren die bereits 1970 vorgelegten Empfehlungen einer Sachverständigenkommission. Durch die vorzeitige Auflösung des Bundestages 1972 wurde ein entsprechender erster Entwurf erst 1973 im Bundestag beraten. Die parlamentarische Beratung des Entwurfs zog sich bis 1976 hin. Am 15. Juni 1976 schließlich wurde das neue Gesetz verkündet.

## Änderungen durch das Gesetz
Bis zum 1. EheRG war die Verteilung der Aufgaben zwischen Ehegatten im Bürgerlichen Gesetzbuch noch wie bei seinem Inkrafttreten am 1. Januar 1900 geregelt. Nach diesem Einverdienermodell war in der Regel der Mann für den finanziellen Unterhalt der Familie zuständig, während die Frau für die Haushaltsführung und Kindererziehung verantwortlich war. Die Ehefrau durfte nur dann berufstätig sein, wenn dies mit ihren Pflichten in Ehe und Familie vereinbar war. In der ersten Lesung, in der der Bundestag über einen verbesserten Entwurf zum Ehe- und Familienrecht beriet, erklärte der damalige Justizminister Gerhard Jahn: 

„Trotz zahlreicher Änderungen im Laufe der Zeit ist bis zum heutigen Tage ein einseitiger Vorrang des Mannes aufrechterhalten geblieben [...]. Ziel des Entwurfes ist ein Eherecht, das dem partnerschaftlichen Eheverständnis entspricht, ein faires und ehrliches Scheidungsrecht und ein gerechtes Scheidungsfolgenrecht.“

Durch die Neuregelung im Grundsatz wurde das Leitmodell der „Hausfrauenehe“ durch das Partnerschaftsprinzip ersetzt. Seither gibt es für die Ehe keine gesetzlich vorgeschriebene Aufgabenteilung mehr. Die Eheleute müssen gleichermaßen aufeinander und auf die Familie Rücksicht nehmen.
Für den Fall einer Scheidung wurde das bisherige Verschuldensprinzip verworfen, nach dem der Ehepartner, der das Scheitern der Ehe maßgeblich verschuldet hatte, dem anderen Partner und den gemeinsamen Kindern gegenüber unterhaltspflichtig gewesen war. Stattdessen wurde das Zerrüttungsprinzip eingeführt, nach dem beim Scheitern einer Ehe ungeachtet des Verschuldens stets der wirtschaftlich stärkere Partner dem wirtschaftlich Schwächeren Unterhalt zahlen musste. Zusätzlich wurde ein Versorgungsausgleich eingeführt, der geschiedene Ehegatten gleichmäßig an den während der Ehe erworbenen Pensions-, Renten- und Lebensversicherungsansprüchen beteiligen sollte. Durch den Versorgungsausgleich wurde die Gleichwertigkeit von Erwerbs- und Reproduktionsarbeit erstmals ansatzweise anerkannt.
Das Gesetz legte Trennungsfristen für eine Scheidung fest. Bei Zustimmung beider Partner war eine Trennung von einem Jahr, bei Antrag nur eines Partners eine Trennung von drei Jahren erforderlich. In besonderen Härtefällen konnte die erforderliche Trennungszeit verkürzt werden.
Weitere Bestandteile des Gesetzes waren die Änderung des Namensrechts und die Einführung der Familiengerichte. Der Name des Mannes wurde nicht mehr automatisch gemeinsamer Familienname, stattdessen konnten Verlobte bei der Eheschließung entweder den Namen des Mannes oder den der Frau zum gemeinsamen Familiennamen und damit auch zum Nachnamen ihrer künftigen Kinder bestimmen. Der andere Ehepartner konnte seinen Geburtsnamen dem Ehenamen voranstellen. Zuständig für das gesamte Scheidungsverfahren wurden die neu geschaffenen Familiengerichte anstelle der bisher für die Einzelfragen der Scheidung zuständigen Land-, Amts- und Vormundschaftsgerichte.

## Rezeption in der Presse
1976 begrüßte Eva Marie von Münch in einem Artikel in der Zeit die „Abschaffung der Hausfrauenehe“. Knapp zwei Jahrzehnte später bemängelte der Focus einen angeblichen „Mißbrauch durch habgierige Ehebrecher“ und stellte einen „Anstieg der von Frauen eingereichten Scheidungen auf 85 Prozent“ seit Einführung der Neuregelung fest.